# 3903 Климент Охридський
3903 Климент Охридський (3903 Kliment Ohridski) — астероїд головного поясу, відкритий 20 вересня 1987 року.
Тіссеранів параметр щодо Юпітера — 3,272.